# Spanische Dreiband-Meisterschaft
Die Spanische Dreiband-Meisterschaft (spanisch: Campeonatos de España Billar a Tres Bandas) ist eine seit 1929 in der Karambolagedisziplin Dreiband ausgetragene Turnierserie. Sie wird vom spanischen Nationalverband Real Federación Española de Billar (RFEB) ausgerichtet und findet im jährlichen Turnus statt.

## Rekorde
Die Listen zeigen nur die von den Siegern aufgestellten Rekorde im GD. Wegen fehlender Daten handelt es sich nicht um die exakten Turnierrekorde.
| GD    | Name                   | Jahr    |
| ----- | ---------------------- | ------- |
| 0,619 | Claudio Puigvert       | 1939/40 |
| 0,618 | Joaquin Domingo        | 1941/42 |
| 0,750 | Joaquin Domingo        | 1945/46 |
| 0,817 | Antonio Ventura        | 1946/47 |
| 0,838 | Joaquin Domingo        | 1950/51 |
| 0,876 | Joaquin Domingo        | 1959/60 |
| 0,901 | Claudio Nadal          | 1970/71 |
| 0,968 | Claudio Nadal          | 1971/72 |
| 0,996 | José Maria Quetglas    | 1979/80 |
| 1,010 | Claudio Nadal          | 1980/81 |
| 1,016 | Avelino Rodríguez Rico | 1982/83 |

| GD    | Name                               | Jahr            |
| ----- | ---------------------------------- | --------------- |
| 1,041 | José Maria Quetglas                | 1983/84         |
| 1,080 | José Maria Quetglas Enrique Herbón | 1987/88 1989/90 |
| 1,322 | Daniel Sánchez                     | 1991/92         |
| 1,515 | Daniel Sánchez                     | 1993/94         |
| 1,561 | Daniel Sánchez                     | 1999/00         |
| 1,841 | Daniel Sánchez                     | 2001/02         |
| 2,202 | Daniel Sánchez                     | 2003/04         |
| 2,222 | Daniel Sánchez                     | 2012/13         |
| 2,247 | Daniel Sánchez                     | 2015/16         |
| 2,410 | Daniel Sánchez                     | 2019/20         |

Anmerkung: Da die Spielergebnisse (vorwiegend in den ersten Jahren) nicht bekannt sind, sind die Rekorde der früheren Jahre unvollständig.

## Turnierstatistik
Der GD beschreibt den Generaldurchschnitt. Der aktuelle Rekord bei den Spanischen Meisterschaften steht bei 2,410 (2020), der spanische Rekord bei 2,439.  Beide Rekorde werden von Daniel Sánchez gehalten.
| Nr.      | Saison  | Ort                                               | Teiln. | Gold                       | GD          | Silber                  | GD    | Bronze                  | GD    | Ref.        |
| -------- | ------- | ------------------------------------------------- | ------ | -------------------------- | ----------- | ----------------------- | ----- | ----------------------- | ----- | ----------- |
| I        | 1928/29 | Barcelona                                         | ?      | Claudio Puigvert           | ?           | Unbekannt               | ?     | Unbekannt               | ?     | [ 1 ]       |
| II       | 1929/30 | Valencia                                          | ?      | J. Rico                    | ?           | Unbekannt               | ?     | Unbekannt               | ?     | [ 1 ]       |
| III      | 1930/31 | Barcelona                                         | ?      | Claudio Puigvert           | ?           | Unbekannt               | ?     | Unbekannt               | ?     | [ 1 ]       |
| IV       | 1931/32 | Barcelona                                         | ?      | Claudio Puigvert           | ?           | Unbekannt               | ?     | Unbekannt               | ?     | [ 1 ]       |
| V        | 1932/33 | Barcelona                                         | ?      | Claudio Puigvert           | ?           | Unbekannt               | ?     | Unbekannt               | ?     | [ 1 ]       |
| VI       | 1933/34 | Barcelona, C.B. Barcelona                         | ?      | Claudio Puigvert           | ?           | Enrique Miró            | ?     | ? Pérez                 | ?     | [ 1 ]       |
| VII      | 1934/35 | Barcelona                                         | ?      | Claudio Puigvert           | ?           | Unbekannt               | ?     | Unbekannt               | ?     | [ 1 ]       |
| VIII     | 1939/40 | Valencia, C.B. Colón                              | 4      | Joaquin Domingo            | 0,501       | Claudio Puigvert        | 0,539 | Antonio Cuscó           | 0,409 | [ 1 ]       |
| IX       | 1941/42 | Barcelona                                         | 5      | Joaquin Domingo            | 0,619       | Claudio Puigvert        | 0,512 | A. Trapé                | 0,489 | [ 1 ]       |
| X        | 1942/43 | Madrid, Circ. Bellas Artes                        | 6      | Claudio Puigvert           | 0,502       | Joaquin Domingo         | 0,482 | Juan Fontova            | 0,406 | [ 1 ]       |
| XI       | 1943/44 | Saragossa, Centro Mercantil                       | 7      | Joaquin Domingo            | 0,595       | Antonio Ventura         | 0,542 | Claudio Puigvert        | 0,485 | [ 1 ]       |
| XII      | 1944/45 | Saragossa, Centro Mercantil                       | 8      | Joaquin Domingo            | 0,612       | Antonio Ventura         | 0,534 | Alejandro Gil           | 0,444 | [ 1 ]       |
| XIII     | 1945/46 | Sevilla                                           | 9      | Claudio Puigvert           | 0,740       | Joaquin Domingo         | 0,750 | Antonio Ventura         | 0,540 | [ 1 ]       |
| XIV      | 1946/47 | Valencia, C.B. Colón                              | 5      | Antonio Ventura            | 0,817       | Joaquin Domingo         | ?     | Claudio Puigvert        | ?     | [ 1 ]       |
| XV       | 1947/48 | Vic (Barcelona), C.B. Vic                         | ?      | Antonio Ventura            | 0,673       | Unbekannt               | ?     | Unbekannt               | ?     | [ 1 ]       |
| XVI      | 1948/49 | Valencia                                          | ?      | Joaquin Domingo            | ?           | Unbekannt               | ?     | Unbekannt               | ?     | [ 1 ]       |
| XVII     | 1949/50 | Madrid                                            | ?      | Joaquin Domingo            | ?           | Unbekannt               | ?     | Unbekannt               | ?     | [ 1 ]       |
| XVIII    | 1950/51 | Badalona (Barcelona)                              | ?      | Joaquin Domingo            | 0,838       | Unbekannt               | ?     | Unbekannt               | ?     | [ 1 ]       |
| XIX      | 1951/52 | Valencia                                          | ?      | Joaquin Domingo            | 0,733       | Unbekannt               | ?     | Unbekannt               | ?     | [ 1 ]       |
| XX       | 1952/53 | Barcelona                                         | ?      | Antonio Ventura            | 0,746       | Unbekannt               | ?     | Unbekannt               | ?     | [ 1 ]       |
| XXI      | 1953/54 | Barcelona                                         | ?      | Alejandro Romero           | 0,630       | Unbekannt               | ?     | Unbekannt               | ?     | [ 1 ]       |
| XXII     | 1954/55 | Barcelona                                         | ?      | Antonio Ventura            | 0,778       | Unbekannt               | ?     | Unbekannt               | ?     | [ 1 ]       |
| XXIII    | 1955/56 | Madrid                                            | ?      | Juan Fontova               | 0,589       | Unbekannt               | ?     | Unbekannt               | ?     | [ 1 ]       |
| XXIV     | 1956/57 | Barcelona                                         | ?      | Antonio Ventura            | 0,728       | Unbekannt               | ?     | Unbekannt               | ?     | [ 1 ]       |
| XXV      | 1957/58 | Saragossa, Centro Mercantil                       | 6      | Joaquin Domingo            | 0,644       | Antonio Ventura         | 0,612 | Juan Fontova            | 0,600 | [ 1 ]       |
| XXVI     | 1958/59 | Barcelona                                         | 8      | Juan Fontova               | 0,574       | Joaquin Domingo         | 0,599 | Francisco Munté         | 0,536 | [ 1 ]       |
| XXVII    | 1959/60 | Barcelona                                         | ?      | Joaquin Domingo            | 0,876       | Unbekannt               | ?     | Unbekannt               | ?     | [ 1 ]       |
| XXVIII   | 1960/61 | Valencia                                          | 8      | Claudio Nadal Juan Fontova | 0,666 0,617 |                         |       | Avelino Rodríguez Rico  | 0,661 | [ 1 ]       |
| XXIX     | 1961/62 | La Coruña                                         | 8      | Avelino Rodríguez Rico     | 0,658       | Antonio Ventura         | ?     | ?                       | ?     | [ 1 ]       |
| XXX      | 1962/63 | Murcia                                            | 9      | José Carrillo              | 0,648       | Francisco Munté         | ?     | Juan Fontova            | ?     | [ 1 ]       |
| XXXI     | 1963/64 | Bilbao                                            | 7      | Francisco Munté            | 0,670       | Avelino Rodríguez Rico  | 0,668 | Claudio Nadal           | 0,609 | [ 1 ]       |
| XXXII    | 1964/65 | Barcelona                                         | 8      | Francisco Munté            | 0,743       | Joaquin Domingo         | 0,829 | Cayo Muñoz              | 0,668 | [ 1 ]       |
| XXXIII   | 1965/66 | Vigo                                              | ?      | Cayo Muñoz                 | 0,743       | Unbekannt               | ?     | Unbekannt               | ?     | [ 1 ]       |
| XXXIV    | 1966/67 | Barcelona, C.B. Barcelona                         | 8      | Claudio Nadal              | 0,737       | Antonio Cuscó           | 0,737 | Joaquin Domingo         | 0,733 | [ 1 ]       |
| XXXV     | 1967/68 | Palma de Mallorca                                 | 8      | Avelino Rodríguez Rico     | 0,803       | Claudio Nadal           | 0,772 | Cayo Muñoz              | 0,679 | [ 1 ]       |
| XXXVI    | 1968/69 | Madrid                                            | 9      | Avelino Rodríguez Rico     | 0,793       | Joaquin Domingo         | 0,764 | Juan Far                | 0,683 | [ 1 ]       |
| XXXVII   | 1969/70 | Mieres                                            | 8      | Alejandro Muñoz            | 0,699       | Claudio Nadal           | 0,764 | Cayo Muñoz              | 0,726 | [ 1 ]       |
| XXXVIII  | 1970/71 | Barcelona                                         | 10     | Claudio Nadal              | 0,901       | Joaquin Domingo         | 0,812 | Alejandro Muñoz         | 0,753 | [ 1 ]       |
| XXXIX    | 1971/72 | Saragossa, Centro Mercantil                       | 10     | Claudio Nadal              | 0,968       | Avelino Rodríguez Rico  | 0,829 | Juan Far                | 0,718 | [ 1 ]       |
| XL       | 1972/73 | Valencia                                          | 8      | Avelino Rodríguez Rico     | 0,871       | Joaquin Domingo         | 0,793 | ? Rodriguez             | 0,638 | [ 1 ]       |
| XLI      | 1973/74 | Madrid                                            | 8      | Claudio Nadal              | 0,846       | Avelino Rodríguez Rico  | 0,831 | Cayo Muñoz              | 0,701 | [ 1 ]       |
| XLII     | 1974/75 | Santander                                         | 9      | Avelino Rodríguez Rico     | 0,932       | Claudio Nadal           | 0,921 | Cayo Muñoz              | 0,812 | [ 1 ]       |
| XLIII    | 1975/76 | Vigo                                              | 9      | Claudio Nadal              | 0,961       | José Carrillo           | 0,857 | Cayo Muñoz              | ?     | [ 1 ]       |
| XLIV     | 1976/77 | Murcia                                            | 9      | Avelino Rodríguez Rico     | 0,946       | Cayo Muñoz              | 0,877 | José Carrillo           | 0,844 | [ 1 ]       |
| XLV      | 1977/78 | Santander                                         | 9      | Avelino Rodríguez Rico     | 0,820       | Enrique Herbón          | 0,817 | Javier Cuadrado         | 0,717 | [ 1 ]       |
| XLVI     | 1978/79 | Castellón                                         | 9      | Claudio Nadal              | 0,832       | José Maria Quetglas     | 0,830 | Cayo Muñoz              | 0,828 | [ 1 ]       |
| XLVII    | 1979/80 | Barcelona                                         | 12     | José Maria Quetglas        | 0,996       | Claudio Nadal           | 0,922 | Bartolomé Bonhora       | 0,960 | [ 1 ]       |
| XLVIII   | 1980/81 | Barcelona                                         | 14     | Claudio Nadal              | 1,010       | José Carrillo           | 0,920 | José Maria Quetglas     | 0,930 | [ 1 ]       |
| XLIX     | 1981/82 | Barcelona                                         | 12     | Gabriel Cirer              | 0,736       | José Carrillo           | 0,929 | Claudio Nadal           | 0,898 | [ 1 ]       |
| L        | 1982/83 | Vigo                                              | 45     | Avelino Rodríguez Rico     | 1,016       | José Carrillo           | 1,007 | Javier Cañellas         | 0,826 | [ 1 ]       |
| LI       | 1983/84 | Barcelona                                         | 51     | José Maria Quetglas        | 1,041       | Claudio Nadal           | 0,960 | Cayo Muñoz              | 0,929 | [ 1 ]       |
| LII      | 1984/85 | Madrid, Sede R.F.E.B.                             | 46     | Avelino Rodríguez Rico     | 0,992       | Enrique Herbón          | 0,929 | Francisco de la Cerca   | 0,788 | [ 1 ]       |
| LIII     | 1985/86 | Barcelona                                         | ?      | Claudio Nadal              | 0,996       | José Maria Quetglas     | 0,954 | José Carrillo           | 0,964 | [ 1 ]       |
| LIV      | 1986/87 | Barcelona, C.B. Barcelona                         | 168    | José Carrillo              | 1,017       | José Maria Quetglas     | ?     | Cayo Muñoz              | ?     | [ 1 ]       |
| LV       | 1987/88 | Alicante, Hotel Meliá                             | 112    | José Carrillo              | 1,024       | Javier Pérez de Arenaza | 0,905 | José Maria Quetglas     | 1,080 | [ 1 ]       |
| LV       | 1987/88 | Alicante, Hotel Meliá                             | 112    | José Carrillo              | 1,024       | Javier Pérez de Arenaza | 0,905 | Cayo Muñoz              | 0,995 | [ 1 ]       |
| LVI      | 1988/89 | San Javier (Murcia), Centro Cívico Parque Almansa | 126    | José Carrillo              | 1,026       | Claudio Nadal           | 0,886 | Enrique Herbón          | 0,819 | [ 1 ]       |
| LVI      | 1988/89 | San Javier (Murcia), Centro Cívico Parque Almansa | 126    | José Carrillo              | 1,026       | Claudio Nadal           | 0,886 | Luis Miguel González    | 0,927 | [ 1 ]       |
| LVII     | 1989/90 | Fuengirola (Málaga)                               | 139    | Claudio Nadal              | 0,978       | Enrique Herbón          | 1,080 | José Maria Quetglas     | 1,044 | [ 1 ]       |
| LVII     | 1989/90 | Fuengirola (Málaga)                               | 139    | Claudio Nadal              | 0,978       | Enrique Herbón          | 1,080 | Cayo Muñoz              | 0,988 | [ 1 ]       |
| LVIII    | 1990/91 | Puerto de la Cruz (Teneriffa), Casino Taoro       | 106    | Luis Miguel González       | 0,838       | Pérez de Ar             | 0,844 | Cayo Muñoz              | 0,851 | [ 1 ]       |
| LVIII    | 1990/91 | Puerto de la Cruz (Teneriffa), Casino Taoro       | 106    | Luis Miguel González       | 0,838       | Pérez de Ar             | 0,844 | José Delmás             | 0,770 | [ 1 ]       |
| LIX      | 1991/92 | La Toja (Pontevedra), Hotel La Toja               | 111    | Avelino Rodríguez Rico     | 1,183       | Enrique Peñalva         | 0,902 | Pascual Peña            | 0,989 | [ 1 ]       |
| LIX      | 1991/92 | La Toja (Pontevedra), Hotel La Toja               | 111    | Avelino Rodríguez Rico     | 1,183       | Enrique Peñalva         | 0,902 | Daniel Sánchez          | 1,322 | [ 1 ]       |
| LX       | 1992/93 | Saragossa, Pabellón Príncipe Felipe               | 114    | Ricardo García Alarcón     | 0,940       | Xavier Minguell         | 0,935 | José Maria Quetglas     | 1,024 | [ 1 ]       |
| LX       | 1992/93 | Saragossa, Pabellón Príncipe Felipe               | 114    | Ricardo García Alarcón     | 0,940       | Xavier Minguell         | 0,935 | Cayo Muñoz              | 1,030 | [ 1 ]       |
| LXI      | 1993/94 | Puçol (Valencia), Polideportivo                   | 137    | Daniel Sánchez             | 1,515       | José Maria Quetglas     | 1,228 | Juan Pinazo             | 0,874 | [ 1 ]       |
| LXI      | 1993/94 | Puçol (Valencia), Polideportivo                   | 137    | Daniel Sánchez             | 1,515       | José Maria Quetglas     | 1,228 | Luis Miguel González    | 1,039 | [ 1 ]       |
| LXII     | 1995/96 | Villena (Alicante)                                | 138    | Enrique Peñalva            | 1,202       | Avelino Rodríguez Rico  | 1,243 | Daniel Sánchez          | 1,465 | [ 1 ]       |
| LXII     | 1995/96 | Villena (Alicante)                                | 138    | Enrique Peñalva            | 1,202       | Avelino Rodríguez Rico  | 1,243 | Miguel Ángel Albert     | 1,048 | [ 1 ]       |
| LXIII    | 1996/97 | Cáceres                                           | 101    | Xavier Minguell            | 1,096       | Ricardo García Alarcón  | 1,080 | Xavier Yeste            | 1,144 | [ 1 ]       |
| LXIII    | 1996/97 | Cáceres                                           | 101    | Xavier Minguell            | 1,096       | Ricardo García Alarcón  | 1,080 | Jaime Sánchez Faraco    | 1,131 | [ 1 ]       |
| LXIV     | 1997/98 | Alicante, Hotel Meliá                             | 144    | Daniel Sánchez             | 1,322       | Juan Villora            | 1,210 | Xavier Minguell         | 1,068 | [ 1 ]       |
| LXIV     | 1997/98 | Alicante, Hotel Meliá                             | 144    | Daniel Sánchez             | 1,322       | Juan Villora            | 1,210 | Horacio Fascella        | 0,804 | [ 1 ]       |
| LXV      | 1998/99 | Valencia, Ateneo Mercantil                        | 118    | Daniel Sánchez             | 1,395       | Joan Bouterín           | 1,125 | Rafael García Poveda    | 0,827 | [ 1 ]       |
| LXV      | 1998/99 | Valencia, Ateneo Mercantil                        | 118    | Daniel Sánchez             | 1,395       | Joan Bouterín           | 1,125 | Ricardo García Alarcón  | 1,074 | [ 1 ]       |
| LXVI     | 1999/00 | Sevilla, Hotel Macarena                           | 111    | Daniel Sánchez             | 1,561       | Joan Bouterín           | 1,107 | Juan Villora            | 1,128 | [ 1 ]       |
| LXVI     | 1999/00 | Sevilla, Hotel Macarena                           | 111    | Daniel Sánchez             | 1,561       | Joan Bouterín           | 1,107 | Enrique Peñalva         | 1,126 | [ 1 ]       |
| LXVII    | 2000/01 | Saragossa, Stadium Casablanca                     | 144    | Daniel Sánchez             | 1,533       | Enrique Peñalva         | 1,203 | Rafael Garrido          | 1,019 | [ 1 ]       |
| LXVII    | 2000/01 | Saragossa, Stadium Casablanca                     | 144    | Daniel Sánchez             | 1,533       | Enrique Peñalva         | 1,203 | Ricardo García Alarcón  | 1,018 | [ 1 ]       |
| LXVIII   | 2001/02 | Murcia, Pabellón José Maria Cagigal               | 150    | Daniel Sánchez             | 1,841       | Enrique Peñalva         | 1,272 | Armando Moreno          | 1,047 | [ 1 ]       |
| LXVIII   | 2001/02 | Murcia, Pabellón José Maria Cagigal               | 150    | Daniel Sánchez             | 1,841       | Enrique Peñalva         | 1,272 | José Maria Quetglas     | 1,333 | [ 1 ]       |
| LXIX     | 2002/03 | Mislata (Valencia)                                | 153    | Daniel Sánchez             | 1,481       | Juan Villora            | 1,162 | Narcis de la Rosa       | 1,066 | [ 1 ]       |
| LXIX     | 2002/03 | Mislata (Valencia)                                | 153    | Daniel Sánchez             | 1,481       | Juan Villora            | 1,162 | Xavier Minguell         | 1,000 | [ 1 ]       |
| LXX      | 2003/04 | Alcalá Henares (Madrid), Club Billard Complutum   | 158    | Daniel Sánchez             | 2,202       | Sergio Jiménez          | 1,390 | Raúl Hernández          | 1,209 | [ 1 ]       |
| LXX      | 2003/04 | Alcalá Henares (Madrid), Club Billard Complutum   | 158    | Daniel Sánchez             | 2,202       | Sergio Jiménez          | 1,390 | Xavier Minguell         | 1,173 | [ 1 ]       |
| LXXI     | 2004/05 | Pontevedra, Liceo Casino                          | 123    | Daniel Sánchez             | 1,951       | Alfonso Legazpi         | 1,154 | Rubén Legazpi           | 1,083 | [ 1 ]       |
| LXXI     | 2004/05 | Pontevedra, Liceo Casino                          | 123    | Daniel Sánchez             | 1,951       | Alfonso Legazpi         | 1,154 | Ricardo García Alarcón  | 1,081 | [ 1 ]       |
| LXXII    | 2005/06 | Santa Cruz de Tenerife, Círculo de Amistad        | 108    | Daniel Sánchez             | 1,714       | Carlos Crespo           | 1,301 | Sergio Cantó            | 1,129 | [ 1 ]       |
| LXXII    | 2005/06 | Santa Cruz de Tenerife, Círculo de Amistad        | 108    | Daniel Sánchez             | 1,714       | Carlos Crespo           | 1,301 | Jaime Sánchez Faraco    | 1,291 | [ 1 ]       |
| LXXIII   | 2006/07 | Pontevedra, Liceo Casino                          | 118    | Daniel Sánchez             | 2,034       | Ricardo García Alarcón  | 1,241 | Rubén Legazpi           | 1,383 | [ 1 ]       |
| LXXIII   | 2006/07 | Pontevedra, Liceo Casino                          | 118    | Daniel Sánchez             | 2,034       | Ricardo García Alarcón  | 1,241 | Xavier Minguell         | 1,116 | [ 1 ]       |
| LXXIV    | 2007/08 | Madrid, Sede RFEB                                 | 151    | Daniel Sánchez             | 1,778       | Alfonso Legazpi         | 1,331 | Rubén Legazpi           | 1,405 | [ 1 ]       |
| LXXIV    | 2007/08 | Madrid, Sede RFEB                                 | 151    | Daniel Sánchez             | 1,778       | Alfonso Legazpi         | 1,331 | Francisco Unguetti      | 1,101 | [ 1 ]       |
| LXXV     | 2008/09 | Castalla (Alicante), C.B. Caseta Nova             | 156    | Daniel Sánchez             | 1,964       | Sergio Jiménez          | 1,215 | Josep Maria Mas         | 1,443 | [ 1 ]       |
| LXXV     | 2008/09 | Castalla (Alicante), C.B. Caseta Nova             | 156    | Daniel Sánchez             | 1,964       | Sergio Jiménez          | 1,215 | Javier Palazón          | 1,484 | [ 1 ]       |
| LXXVI    | 2009/10 | San Javier (Murcia), Centro Cívico Parque Almansa | 149    | Javier Palazón             | 1,429       | Raúl Hernández          | 1,251 | Jaime Sánchez Faraco    | 1,305 | [ 1 ]       |
| LXXVI    | 2009/10 | San Javier (Murcia), Centro Cívico Parque Almansa | 149    | Javier Palazón             | 1,429       | Raúl Hernández          | 1,251 | Sergio Jiménez          | 1,264 | [ 1 ]       |
| LXXVII   | 2010/11 | Paiporta (Valencia)                               | 146    | Antonio Ortiz Torrent      | 1,481       | Sergio Jiménez          | 1,363 | Josep Mari Mas          | 1,044 | [ 1 ]       |
| LXXVII   | 2010/11 | Paiporta (Valencia)                               | 146    | Antonio Ortiz Torrent      | 1,481       | Sergio Jiménez          | 1,363 | Jaime Sánchez Faraco    | 1,130 | [ 1 ]       |
| LXXVIII  | 2011/12 | Madrid, Sede RFEB                                 | 103    | Daniel Sánchez             | 1,563       | Rafael Garrido          | 1,313 | Alfonso Legazpi         | 1,374 | [ 1 ]       |
| LXXVIII  | 2011/12 | Madrid, Sede RFEB                                 | 103    | Daniel Sánchez             | 1,563       | Rafael Garrido          | 1,313 | Antonio Ortiz Torrent   | 1,110 | [ 1 ]       |
| LXXIX    | 2012/13 | Madrid, Sede RFEB                                 | 118    | Daniel Sánchez             | 2,222       | Sergio Jiménez          | 1,651 | Ricardo García Alarcón  | 1,125 | [ 1 ]       |
| LXXIX    | 2012/13 | Madrid, Sede RFEB                                 | 118    | Daniel Sánchez             | 2,222       | Sergio Jiménez          | 1,651 | Manuel González C.      | 1,105 | [ 1 ]       |
| LXXX     | 2013/14 | Madrid, Sede RFEB                                 | 102    | Daniel Sánchez             | 2,105       | Alfonso Legazpi         | 1,319 | Ricardo García Alarcón  | 1,303 | [ 1 ]       |
| LXXX     | 2013/14 | Madrid, Sede RFEB                                 | 102    | Daniel Sánchez             | 2,105       | Alfonso Legazpi         | 1,319 | Xavier Yeste            | 1,349 | [ 1 ]       |
| LXXXI    | 2014/15 | Los Narejos (Murcia), C.A.R. Región Murcia        | 104    | Daniel Sánchez             | 1,527       | Armando Moreno          | 1,160 | Rubén Legazpi           | 1,633 | [ 1 ]       |
| LXXXI    | 2014/15 | Los Narejos (Murcia), C.A.R. Región Murcia        | 104    | Daniel Sánchez             | 1,527       | Armando Moreno          | 1,160 | Ricardo García Alarcón  | 1,200 | [ 1 ]       |
| LXXXII   | 2015/16 | Paiporta (Valencia), C.B. Paiporta                | 120    | Daniel Sánchez             | 2,247       | Sergio Jiménez          | 1,260 | Alfonso Legazpi         | 1,270 | [ 1 ]       |
| LXXXII   | 2015/16 | Paiporta (Valencia), C.B. Paiporta                | 120    | Daniel Sánchez             | 2,247       | Sergio Jiménez          | 1,260 | David Zapata            | 1,250 | [ 1 ]       |
| LXXXIII  | 2016/17 | La Coruña (Galicien), Sporting C. Casino          | 117    | David Martínez Bosch       | 1,399       | Daniel Sánchez          | 1,755 | Rubén Legazpi           | 1,425 | [ 1 ]       |
| LXXXIII  | 2016/17 | La Coruña (Galicien), Sporting C. Casino          | 117    | David Martínez Bosch       | 1,399       | Daniel Sánchez          | 1,755 | Javier Palazón          | 1,472 | [ 1 ]       |
| LXXXIV   | 2017/18 | Madrid, Sede RFEB                                 | 117    | Rubén Legazpi              | 1,754       | David Martínez Bosch    | 1,546 | Javier Palazón          | 1,520 | [ 1 ]       |
| LXXXIV   | 2017/18 | Madrid, Sede RFEB                                 | 117    | Rubén Legazpi              | 1,754       | David Martínez Bosch    | 1,546 | Jaime Sánchez Faraco    | 1,126 | [ 1 ]       |
| LXXXV    | 2018/19 | Paiporta (Valencia), C.B. Paiporta                | 135    | Rubén Legazpi              | 1,389       | Javier Palazón          | 1,550 | Jorge Cantó             | 1,713 | [ 1 ]       |
| LXXXV    | 2018/19 | Paiporta (Valencia), C.B. Paiporta                | 135    | Rubén Legazpi              | 1,389       | Javier Palazón          | 1,550 | Carlos Anguita          | 1,410 | [ 1 ]       |
| LXXXVI   | 2019/20 | C.A.R. Región Murcia, Los Narejos (Murcia)        | 127    | Daniel Sánchez             | 2,410       | Antonio Montes          | 1,734 | Ricardo García Alarcón  | 1,303 | [ 1 ]       |
| LXXXVI   | 2019/20 | C.A.R. Región Murcia, Los Narejos (Murcia)        | 127    | Daniel Sánchez             | 2,410       | Antonio Montes          | 1,734 | Xavier Yeste de Pablo   | 1,590 | [ 1 ]       |
| LXXXVII  | 2020/21 | Madrid, Sede RFEB                                 | 117    | Daniel Sánchez             | 2,062       | Ricardo García Alarcón  | 1,381 | Rubén Legazpi           | 1,629 | [ 1 ]       |
| LXXXVII  | 2020/21 | Madrid, Sede RFEB                                 | 117    | Daniel Sánchez             | 2,062       | Ricardo García Alarcón  | 1,381 | Adrián Legazpi          | 1,489 | [ 1 ]       |
| LXXXVIII | 2021/22 | Granada, Grand Hotel Luna                         | 152    | Daniel Sánchez             | 1,600       | Rubén Legazpi           | 1,527 | Alfonso Legazpi         | 1,129 | [ 1 ] [ 2 ] |
| LXXXVIII | 2021/22 | Granada, Grand Hotel Luna                         | 152    | Daniel Sánchez             | 1,600       | Rubén Legazpi           | 1,527 | Robinson Morales        | 1,550 | [ 1 ] [ 2 ] |
| LXXXIX   | 2022/23 | Astorga León                                      | 117    | Daniel Sánchez             | 2,247       | Robinson Morales        | 1,569 | Rúben Fernández Bermejo | 1,259 | [ 3 ]       |
| LXXXIX   | 2022/23 | Astorga León                                      | 117    | Daniel Sánchez             | 2,247       | Robinson Morales        | 1,569 | Juan C. Pereras Méndez  | 1,179 | [ 3 ]       |
| XC       | 2023/24 | La Coruña (Galicien)                              | 165    | Robinson Morales           | 1,830       | Alfonso Legazpi         | 1,563 | Rubén Legazpi           | 1,509 | [ 4 ]       |
| XC       | 2023/24 | La Coruña (Galicien)                              | 165    | Robinson Morales           | 1,830       | Alfonso Legazpi         | 1,563 | Valentín Andaluz        | 1,087 | [ 4 ]       |